# Mustamäe
Mustamäe és un dels vuit districtes administratius (en estonià linnaosa) de Tallinn. Té una extensió de només 8,09 km² i compta amb una població l'any 2023 de 68.510 habitants, el que el converteix amb el districte més densament poblat.
Alhora Mustamäe es divideix en 4 subdistrictes o barris (en estonià asum): Kadaka, Mustamäe, Siili i Sääse.
L'habitatge local està representat principalment per blocs d'habitatges d'entre 5 i 9 pisos d'alçada, construïts entre els anys 1960 i 1970.
Aquest districte acull la seu de l'empresa d'autobusos de Tallinn (Tallinna Linnatranspordi AS), la Universitat Tecnològica de Tallinn (TalTech), el centre de recerca Institut Nacional de Física Química i Biofísica (KBFI) o el parc tecnològic Tehnopol, seu de l'empresa Skype, entre d'altres.